# Morris Chestnut
Morris Chester Chestnut Jr. (ur. 1 stycznia 1969 w Cerritos) – amerykański aktor filmowy i telewizyjny. Znany z występów w filmach takich jak Liberator 2 (1995), G.I. Jane (1997), Gra dla dwojga (2001), Anakondy: Polowanie na krwawą orchideę (2004) i Płonąca pułapka (2004). Wystąpił także w roli nastoletniego ojca Rickiego Bakera w dramacie Chłopaki z sąsiedztwa (1991), pana młodego Lance'a Sullivana w komedii romantycznej Drużba (1999), Tracy’ego Reynoldsa, gwiazdy NBA w komedii familijnej fantasy Magiczne buty (2002) i „przybysza” Ryana w serialu ABC V: Goście (2009).

## Życiorys
Urodził się w Cerritos, w stanie Kalifornia, gdzie w 1986 ukończył Richard Gahr High School, a następnie studiował finanse i aktorstwo na State University of California Northridge w Los Angeles. W 1995 ożenił się z Pam Byse, para ma dwoje dzieci: syna z 1997 roku o imieniu Grant Chestnut i córkę z 1998 roku o imieniu Paige Chestnut. Morris jest wielkim fanem futbolu amerykańskiego, zwłaszcza Philadelphia Eagles i USC Trojans.
Po raz pierwszy zwrócił na siebie uwagę w roli licealisty Ricky’ego, który bazując na swoim talencie piłkarskim próbuje uwolnić się od brutalnego środowiska typowego amerykańskiego getta w dramacie Chłopaki z sąsiedztwa (1991) obok takich gwiazd jak Cuba Gooding Jr., Ice Cube i Laurence Fishburne. Później wystąpił w dwóch filmach ze Stevenem Seagalem – Liberator 2 (1995) i Wpół do śmierci (2001).

## Filmografia
- Chłopaki z sąsiedztwa (1991)
- Ostatni skaut (1991)
- Out All Night (1992) (TV)
- Uliczna wojna (1992)
- The Ernest Green Story (1993) (TV)
- Niezwykłe lato (1994)
- Liberator 2 (1995)
- Higher Learning (1995)
- G.I. Jane (1997)
- Polowanie na strażaków (1997) (TV)
- C-16: FBI (1997–1998) (TV)
- Drużba (1999)
- Bracia (2001)
- Gra dla dwojga (2001)
- Sceny zbrodni (2001)
- Dziedziniec śmierci (2001) (TV)
- Magiczne buty (2002)
- Wpół do śmierci (2002)
- Przekręt doskonały (2003)
- Łamiąc wszystkie zasady (2004)
- Anakondy: Polowanie na krwawą orchideę (2004)
- Płonąca pułapka (2004)
- Jaskinia (2005)
- Plan gry (2007)
- Perfect Holiday, The (2007)
- Prince of Pistols (2008)
- Nierozerwalna więź (2009)
- V (2009–2011) (TV)
- Love In The Nick of Tyme (kręcone)
- Kung Fu Panda 2 (2011)
- Kick-Ass 2 (2013)